# Mysiobdella
Mysiobdella är ett släkte av ringmaskar som beskrevs av Selensky 1927. Mysiobdella ingår i familjen fiskiglar.
Släktet innehåller bara arten Mysiobdella borealis.